# نيل سويشتروم
```
نيل أيفور كريستينا سويشتروم
 (فيما بعد 
Svensson
 ، ثم 
Ersson
 ، من مواليد 12 مارس 1933) هي 
عداءة
 سويدية متقاعدة.  شاركت في 
الألعاب الأولمبية الصيفية لعام 1952
 في مسابقات التتابع 100 م و 4 × 100 متر ، لكنها فشلت في الوصول إلى النهائيات. 
[
3
]
 
[
4
]
  في عام 1952 ، سجلت رقمًا قياسيًا في السويد في مسافة 60 مترًا في 7.7 ثانية ، وفي 80 متر بمعدل 9.9 ثانية. 
[
5
]
```

## روابط خارجية
- نيل سويشتروم على موقع أوليمبيديا (الإنجليزية)
- نيل سويشتروم على موقع اللجنة الأولمبية السويدية (السويدية)